# Emil Garvens
Emil Karl Heinrich Garvens (* 7. März 1853 in Hannover; † 27. Mai 1921 ebenda) war ein deutscher Unternehmensgründer, Ingenieur, Pumpen-Fabrikant und Verbandsfunktionär.

## Leben
Emil Garvens war eines von sieben Kindern des Kaufmannes Heinrich Theodor Garvens, Mitglied der bis ins 17. Jahrhundert in Aerzen nachweisbaren Familie Garvens und ein Sohn der Louise Johanna Katharine Friederike Sohns.
Der Ingenieur  gründete im Zuge der Industrialisierung im Jahr 1869 in Wülfel, seinerzeit ein eigenständiger Ort vor Hannover und später ein Stadtteil der niedersächsischen Landeshauptstadt, gemeinsam mit seinem Bruder Wilhelm Garvens die Commandit-Gesellschaft für Pumpen- und Maschinenfabrikation W. Garvens. Beide zusammen führten den Familienbetrieb – der im 21. Jahrhundert als Garvens-Waagen-Fabrik in der Form einer GmbH fortgeführt wird – bald als Aktiengesellschaft zu einem international agierenden Unternehmen.
Bereits 1902 wirkte Emil Garvens mit einer Büro-Adresse im Parterre der Fundstraße 1 in Hannover als Vorsitzender der Nordwestlichen Eisen- und Stahl-Berufsgenossenschaft.
Noch in der späten Gründerzeit des Deutschen Kaiserreichs erhielt Emil Garvens durch das Kaiserliche Aufsichtsamt für Privatversicherung am 19. März 1904 die Genehmigung zur Gründung des Haftpflichtverbandes der deutschen Eisen- und Stahl-Industrie in Form eines Versicherungsvereins auf Gegenseitigkeit des späteren HDI Haftpflichtverbands der Deutschen Industrie.
Ebenfalls nach der Jahrhundertwende übernahm Emil Garvens die Aufgaben des Vorsitzenden des Hannoveraner Bezirksverbandes der Gesamtverbandes Deutscher Metallindustrieller (GDM), wurde schon 1911 Vorsitzender des Vereins deutscher Arbeitgeberverbände (VdA) auf Bezirksverbands-Ebene und 1913 Vorsitzender der Vereinigung der Deutschen Arbeitgeberverbände (VggdA).
1914 trat Garvens in den Aufsichtsrat der in Chemnitz als GmbH geführten Gießerei Sächsische Metall-Brikett-Werke ein, die etwa zeitgleich in Berlin und Hannover neue Werke als Zweigstellen einrichtete.
Nach dem Ersten Weltkrieg wurde der Waagenfabrikant zu Beginn der Weimarer Republik um 1919 beigeordnetes Mitglied der Reichsanstalt für Maß und Gewicht (R. M. G.), konnte ihr aber nur rund zwei Jahre angehören bis zu seinem Tod am 27. Mai 1921. Er wurde auf dem Stadtfriedhof Engesohde bestattet, wo sein – schlichter – Grabstein noch heute zu finden ist.

## Produkte
Im Berliner Ortsteil Grunewald stehen zwei Straßenbrunnen zur Versorgung mit Grundwasser im Handbetrieb. Diese sind am Fuß mit dem Schriftzug „Garvens“ markiert. Diese Brunnen dienen der Notwasserversorgung der näheren Wohngegend, einerseits um die Humboldt-, andererseits um die Herthastraße.